# Irene Muloni
Irene Nafuna Muloni (8 de noviembre de 1960) es una ingeniera eléctrica, empresaria y política ugandesa. Es asesora presidencial principal del presidente de Uganda, Yoweri Kaguta Museveni. Fue Ministra de Gabinete de Energía y Minerales en el Gabinete de Uganda hasta diciembre de 2019 después de haber trabajado allí desde el 27 de mayo de 2011. En la nueva lista del gabinete publicada después de las elecciones nacionales de 2016, mantuvo su posición. Trabajó como Miembro del Parlamento de Uganda como Representante de Mujeres del Distrito de Bulambuli, desde 2011 hasta 2016. En 2016, perdió su candidatura ante Sarah Nambozo Wekomba, una independiente.

## Antecedentes y educación
Nació el 18 de noviembre de 1960, en lo que hoy se conoce como distrito de Bulambuli. Asistió a la escuela primaria de niñas de Budadiri antes de ingresar en la escuela secundaria Gayaza. En 1982, ingresó en la Universidad de Makerere, la universidad más antigua de África Oriental, para estudiar Ingeniería. En 1986, se graduó con honores, en una licenciatura de Ingeniería Eléctrica (BSc. E.Eng). Más tarde, se graduó con un título de Máster en Administración de Empresas (MBA), de la Universidad de Capella en Minneapolis, Minnesota, Estados Unidos. También está certificada como especialista en asociaciones público-privadas, acreditada por el Instituto de asociaciones público-privadas, Inc. (IP3) y el Centro de Agua, Ingeniería y Desarrollo (WEDC) de la Universidad de Loughborough. 

## Trabajo
Desde 2002 hasta 2011, Irene Muloni trabajó como Directora Ejecutiva de Uganda Electricity Distribution Company Limited (UEDCL), una empresa estatal de Uganda, responsable de la distribución de energía eléctrica a clientes comerciales y minoristas en todo el país. En 2011, ingresó en la política al ser elegida como Representante de Mujeres del Distrito de Bulambuli en el Noveno Parlamento de Uganda (2011 - 2016). El 27 de mayo de 2011, fue nombrada Ministra de Energía y Minerales, por el presidente Yoweri Museveni. Reemplazó a Hilary Onek, al ser nombrada Ministra de Interior. En los cambios de gabinete realizados el 6 de junio de 2016, mantuvo su nombramiento en el Ministerio.